# Жак ле Ґріс
Жак ле Ґріс (1330 , Нормандія  — 29 грудня 1386 , Париж ) — французький лицар, наближений П'єра II, графа Алансона, відомий насамперед завдяки своєму поєдинку з Жаном де Карружем 29 грудня 1386 року. Карруж звинуватив ле Ґріса перед Паризьким парламентом у зґвалтуванні дружини Маргарити і викликав на судовий поєдинок. Жак ле Ґріс був убитий. Ця історія лягла в основу книги Еріка Джагера та фільму Рідлі Скотта «Остання дуель» (2021), де в ролі ле Ґріса знявся Адам Драйвер.

## Біографія

### Походження та раннє життя
Жак ле Ґріс належав до незнатного лицарського роду, герб якого був срібним полем, перетнутий пурпурною смугою. Першим відомим історії представником цієї родини був батько Жака Гійом, який згадується у джерелах із 1325 року. Завдяки успішній кар'єрі ле Ґріси розбагатіли та стали власниками великих володінь.
Жак народився приблизно у 1330-х роках. Відомо, що він був посвячений у малий церковний чин, тобто мав право допомагати священикові при богослужіннях, служити месу. Але не давав обітниці безшлюбності. Цей статус передбачав уміння читати, ще поширене серед знаті в XIV столітті. Жак ле Ґріс відрізнявся великою статурою. Е. Джагер припустив, що він «вважався серцеїдом».
Довгий час ле Ґріс був васалом графа Робера дю Перша, представника молодшої гілки королівської династії Валуа. Він також брав участь у кількох незначних військових кампаніях в Нормандії, в оточенні Робера д'Алансона.
У 1370 році у ході своєї військової служби він став капітаном фортеці Ексм. Під час своєї кар'єри він міцно потоваришував з Жаном де Карружем, іншим сквайром на графській службі. Ще на службі Робер Жак познайомився з Жаном де Карружем. Двоє лицарів потоваришували: ле Ґріс навіть став хрещеним батьком сина Карружа від його першої дружини Жанни де Тіллі. Карруж і Ле Ґріс були настільки близькі, що в 1377 році, того ж року, коли помер граф Роберт, Карруж зробив Ле Ґріса хрещеним батьком свого старшого сина, у якого здобув особливу милість.. Жак був призначений камергером, пізніше позичив графу в борг майже три тисячі франків і майже відразу після цього отримав багатий маєток Ону-ле-Фокон. Імовірно, П'єр взяв у Ле Грі гроші спеціально для того, щоб купити і передати йому цей маєток.
З приходом брата графа Роберта П'єра д'Алансона на посаду нового графа дружба між двома сквайрами стала напруженою. ле Ґріс був здібним, привітним і розумним чоловіком і незабаром став одним із улюбленців нового графа. Коли граф П'єр переніс свій двір до Аржантану, ле Ґріс позичив йому 3000 ліврів і, як винагороду, був підтверджений як сеньйор Ексм і отримав цінний маєток в Ону-ле-Фокон. У міру того, як Ле Грі піднявся в пошані свого володаря, біднішого Карружа часто не помічали, що призвело до погіршення їхньої дружби, яка лише погіршилася через смерть дружини й сина Карружа в 1380 році, розірвавши, згодом, сімейні зв'язки чоловіків.
Незабаром після смерті своєї сім'ї Карруж вирушив у похід у Верхню Нормандію, а Жак ле Ґріс — завдяки його письменності та військовим навичкам — неухильно набирав значення при дворі графа П'єра, подорожуючи з графом, коли він поїхав у Париж у справах. Під час цих поїздок граф П'єр представив Жака ле Ґріса при королівському дворі і допоміг йому отримати престижний титул королівського стюарда, посаду в сім'ї короля Карла VI.

### Юридичне протистояння
У 1381 році Жак ле Ґріс та Карруж почали публічну суперечку щодо володінь Ону-ле-Фокон. Карруж повернувся з війни з новою нареченою, Маргаріт де Тібувіль, дочкою суперечливого нормандського сквайра, який донедавна володів Ону. Незважаючи на те, що землі були законно придбані графом П'єром у 1377 році за 8000 ліврів, Карруж хотів їх повернути як частину свого приданого і звернувся до графа П'єра, щоб повернути їх. П'єр був змушений відвідати свого двоюрідного брата, короля, щоб отримати королівське схвалення на його покупку, і, отже, був розлючений на Карружа. В кінцевому підсумку Карруж був ізольований від суду та брав участь у трирічній судовій боротьбі за землю з графом П'єром, який відмовив йому у покупці чи спадкуванні кількох маєтків. Жак ле Ґріс брав активну участь у цих юридичних суперечках як сеньйор Ону-ле-Фокон, так і як радник графа. Таким чином, він став мішенню Карружа, який звинуватив ле Ґріса в організації судових позовів проти нього.
Порозуміння між двома чоловіками було досягнуто взимку 1384 року, коли Карруж і ле Ґріс були запрошені до маєтку спільного друга Жана Креспена, щоб відсвяткувати народження сина. Вперше Карруж вивів у світ свою дружину Маргеріт, і саме на цій вечірці вона познайомилася з ле Ґрісом. Незважаючи на напругу між ними, Карруж і ле Ґріс потиснули один одному руки і випили разом, завершивши свою сварку. Через кілька місяців Жан де Карруж вирушив у похід до Шотландії, і ле Ґріс скористався можливістю, щоб збільшити свій вплив на графа, отримавши значні фінансові та територіальні вигоди за відсутності свого суперника. Карруж повернувся через рік, тепер уже лицар, але збанкрутілий, хворий і страждаючий від наслідків довгої й невдалої кампанії. Коли Карруж з'явився в Аргентані в січні 1386 року, він знову почав протистояння зі своїм колишнім другом. Хоча невідомо, що було сказано, двоє чоловіків розлучилися в поганих стосунках, і Карруж у схвильованому стані виїхав до Парижа.

## Під судом за зґвалтування
Через кілька тижнів після їхньої зустрічі до Ле Ґріса дійшло звістка про звинувачення, висунуті йому Карружом та його дружиною. Карруж стверджував, що 18 січня 1386 року, поки Карруж ще був у Парижі, Ле Ґріс увійшов у замок матері Карружа Ніколь і зґвалтував Маргариту. Згідно зі свідченнями Маргарити де Карруж, сквайр, який працював у Ле Ґріса, на ім'я Адам Лувель, постукав у двері замку і вимагав увійти. Усі слуги доглядали за дамою Ніколь де Каруж, яка відвідала сусіднє місто з юридичних справ, і тому Маргарита залишилася сама, коли Лувель подзвонив. Увійшовши усередину, Лувель передав Маргариті повідомлення, що Ле Ґріс був зовні і хоче побачити її, тому що він був пристрасно в неї закоханий. Хоча Маргарита протестувала, Ле Ґріс увірвався до будинку і зробив їй пропозицію, пропонуючи гроші в обмін. Коли Маргарита відмовилася, Ле Ґріс силоміць зґвалтував її на ліжку в її кімнаті за допомогою Лувеля. Коли Ле Ґріс пішов, він погрожував їй розправою, якщо вона розповість про цю зустріч.
Сторона Карружа висунула звинувачення проти Ле Ґріса в суді графа П'єра, але Карруж і його дружина відмовилися бути присутніми на слуханні, настільки переконані, що вони отримують несправедливе поводження з боку графа. Граф П'єр підтримав свого фаворита в судовому процесі, звільнивши Ле Ґріса та звинувативши Маргариту у тому, що вона придумала чи «намалювала» звинувачення. Не злякавшись, Карруж відвідав суд короля Карла VI у замку Венсенн і звернувся до короля за правом викликати Ле Ґріса на судову дуель, щоб дозволити Богу вирішити цю справу. Король передав справу до парламенту Парижа, де обидва позивачі мали з'явитися 9 липня.
Поінформований про рішення короля, Ле Ґріс зв'язався з Жаном Ле Коком, якого вважають найкращим юристом того часу у Франції. Ле Кок ретельно занотував весь судовий процес, і завдяки його записам відомо багато фактів справи. Ле Кок також коментує у своїх записах власні підозри щодо свого клієнта, твердження про невинність якого він вважав неправдивими. Його сім'я та адвокат закликали Ле Ґріса наполягати на судовому розгляді в церковному суді, що було його правом як священнослужителя. Це дало б йому більш сприятливий умови розгляду справи у суді, який не виправдовував би судовий розгляд, і, таким чином, було б набагато безпечніше. Ле Ґріс відкинув цю пораду і розлютився, коли оскаржив це рішення, наполягаючи на своєму праві на судовий розгляд перед парламентом.
9 липня 1386 року в Палаці правосуддя в Парижі обидва заявники вперше зіткнулися один з одним після їхньої конфронтації в Аржантані кількома місяцями раніше. Кожен по черзі виступив перед парламентом і представив свою справу королю і суду, Карруж кинув рукавицю на виклик, а Ле Ґріс підняв її, підтверджуючи, що він погоджується на дуель. Ле Ґріс також прикрашав свою справу, наполягаючи на тому, що, якщо буде доведено, що його невинність у злочині, він подасть до суду на Карружа або його маєток на 40 000 ліврів. Після декларацій ряд високопоставлених дворян виступили вперед, щоб виступити секундантами в поєдинку для обох чоловіків, включаючи Валерана Сен-Поля для Карружа та Філіпа де Артуа, графа Еу для Ле Ґріса. Вислухавши заперечення і звинувачення, парламент і король обговорили справу і вирішили, що для встановлення вини буде проведено повне слухання доказів свідків. Якщо справа не може бути вирішена звичайними засобами, то для вирішення спору влаштовується судовий поєдинок, де Бог обирає переможця.
У ході кримінального процесу для дачі показань були залучені всі головні фігуранти справи. Ле Ґріс і Карруж почали судовий процес, а за ними пішли тяжко вагітна Маргарита і принаймні одна з її служниць, а також Адам Лувель. Як люди з низьким походженням, Лувель і слуги були піддані тортурам, щоб перевірити правдивість їхніх свідчень, але ніхто не дав свідчень проти Ле Ґріса. Справа тривала протягом літа і до вересня без завершення. Справа Ле Ґріса включала кілька стратегій; він намагався дискредитувати свого опонента, розповідаючи про сумнозвісний характер Карружа та описуючи справу проти нього як ревнивий винахід чоловіка, який погрожував побити його дружину, якщо вона не підтвердить його звинувачення. Потім Ле Ґріс надав алібі на весь розглянутий тиждень, встановлюючи його місцезнаходження в свідченнях, підкріплених кількома іншими сквайрами суду графа П'єра. Нарешті він спробував продемонструвати в суді, що йому було фізично неможливо проїхати взимку з Аргентану до Капомесніла, де нібито стався злочин, за один день, приблизно 50 миль (80 км) туди й назад.
Проте в ході судового процесу свідчення Ле Ґріса зазнали кількох ударів. Непохитні звинувачення, висунуті йому Маргаритою, незважаючи на сором, висунутий їй такими звинуваченнями, були, в очах суду, вагомою причиною, чому обвинувачення не могли бути вигадані. Один із чоловіків, що надавав алібі Ле Ґрісу, Жан Белото, був заарештований у Парижі під час судового процесу та звинувачений у зґвалтуванні. Це звинувачення серйозно підірвало свідчення Белото і захист Ле Ґріс. Нарешті, сам Карруж запропонував зустрічне свідчення в суді, що здорова, сильна людина з тривалим досвідом верхової їзди та стайнею, повною коней, як Ле Ґріс, безсумнівно, міг би пройти 50-мильну подорож без труднощів, навіть враховуючи снігову погоду.

## Судова дуель
Зіткнувшись із такими суперечливими твердженнями і не змігши дійти висновку, 15 вересня парламент оголосив, що двоє чоловіків мали битися на смерть 27 листопада 1386 року, щоб визнати провину у цій справі. Якби Карруж програв, то Маргариту спалили б на вогнищі за лжесвідчення. Король Карл VI, який був у поході зі своїм двором у Фландрії, наказав відкласти поєдинок до 29 грудня, оскільки він не хотів пропустити те, що швидко ставало подією сезону.
Під час поєдинку сигналом маршала над полем настала тиша, і обидва лицарі пришпорили своїх коней і кинулися в атаку, кожен із списів вдарився об щит іншого, але не завдаючи значної шкоди. Обидва знову завдали удару, але не змогли пробити, завдавши блискучих ударів у свої шоломи, але залишившись на конях. Втретє вони повернулися і кинулися, і знову обидва вдарили. Однак цього разу списи розбилися, відіславши по арені осколки дерев'яних візків і ледь не зваливши обох чоловіків. Відновивши рівновагу, лицарі натиснулися один на одного з витягнутими бойовими сокирами, завдаючи люті удари двома руками. У міру того, як бойові дії розгорталися, стала проявлятись фізична перевага Ле Ґріса: Карруж був відкинутий назад, поки сокира Ле Ґріса потужним розмахом не перерізала хребет коня Карружа. Вмираючий звір впав на землю, Карруж вистрибнув і зустрів атаку Ле Ґріса боком, дозволивши йому встромити власну сокиру глибоко в живіт коня Жак ле Ґріса.
Коли його кінь захитався і впав, Ле Ґріс також упав і втратив сокиру. Не злякавшись, він підвівся і витяг довгий меч, повернувшись назустріч Карружу, який уже наступав на нього, теж витягнувши меч. Знову бойовики обмінювалися ударами, їхня зброя була єдиними звуками, що чулися на тихому полі бою. Знову, чудова сила Ле Ґріса дала йому перевагу, відштовхнувши Карружа назад, перш ніж просунути лезо в стегно суперника. Поки натовп бурмотів, Ле Ґріс зробив фатальну помилку; відібравши зброю, він відступив назад, щоб спостерігати за своїм пораненим ворогом, і, таким чином, втратив рівновагу, коли відчайдушний Каруж кинувся вперед, поваливши Ле Ґріса на землю і вдаривши його власним довгим мечем. Хоча пластинчасті обладунки Ле Ґріса були занадто товстими, щоб пробити зброю Карружа, вони також були настільки важкими, що він не міг встати на ноги, коли Карруж був на ньому. Опинився на землі, Ле Ґріс боровся, коли Карруж осідлав його і за допомогою меча розбив замок на лицьовій панелі Ле Ґріса. Поки натовп мовчки спостерігав за цим, Карруж кричав у відкрите обличчя Ле Ґріса, щоб він зізнався у своєму злочині перед смертю або зіткнувся з пеклом. Ле Ґріс відповів, щоб усі могли почути: «В ім'я Бога, на небезпеку й прокляття моєї душі, я невинний у злочині». Розлючений, Карруж вихопив свій довгий ніж (мізерикордія) і встромив його в горло Ле Ґріса, миттєво вбивши його. Після смерті Ле Ґріса натовп вітався, і король привітав переможця кількома чудовими подарунками. В результаті своєї перемоги Карруж став багатою і відомою людиною.
Незважаючи на загибель Ле Ґріс не був забутий. Одразу після поєдинку кат Паріса взяв на себе відповідальність за тіло, зняв з нього броню та одяг, а потім потягнув його вулицями до Жіббе Монфокон. Там його розтягнули поряд із тілами вбивць і злодіїв, щоб згнити, перш ніж врешті-решт його кинули в загальну могилу. Однак пам'ять про Жака Ле Ґріса багато років зберігалася його родиною та прихильниками. Його син Гійом Ле Ґріс заплатив понад 200 франків за меси за свого батька, «людину благородної пам'яті», і продовжував платити подібні суми щонайменше десять років після його смерті. Граф П'єр також зберіг приємні спогади про свого радника, помстившись, блокуючи спроби Карружа придбати більше землі або розширити свій вплив у Нормандії.

## Родина
Невідомо у який саме момент свого життя Жак ле Ґріс також одружився. У родині народилося кількох синів, які, у свою чергу, мали власних нащадків.